# ديليفر آس ذا مون
ديليفر آس ذا مون (بالإنجليزية: Deliver Us the Moon)‏ هي لعبة فيديو ألغاز مغامرات من تطوير كيوكين إنترإكتيف صدرت في 28 سبتمبر 2018 على مايكروسوفت ويندوز وفي 24 أبريل 2020 صدرت على بلاي ستيشن 4 وإكس بوكس ون وفي 23 يونيو 2022 على بلاي ستيشن 5 وإكس بوكس سيريس إكس وسيريس إس.